# Civilització de Kix
La civilització de Kix o tradició de Kix va ser una suposada àrea cultural antiga que hauria ocupat la part central de Mesopotàmia durant el IV mil·lenni aC. Va ser un concepte proposat per l'historiador d'origen polonès Ignace Gelb, tanmateix avui en dia ha quedat descartat per l'erudició.

## Situació
Gelb va situar aquesta civilització cronològicament en el que ell va anomenar l'era semítica oriental a Mesopotàmia i el Llevant, que començava a principis del IV mil·lenni aC. Li va atribuir els jaciments d'Ebla i Mari al Llevant, Nagar al nord, i els jaciments protoacadis d'Abu Salabikh i Kix al centre de Mesopotàmia, que constituïen la regió d'Uri tal com era coneguda pels sumeris.

## Característiques

Mapa del Creixent Fèrtil.

La població semítica oriental hauria emigrat des del que ara és el Llevant i es s'hauria estès per Mesopotàmia. La nova població podria haver contribuït al col·lapse del període d'Uruk c. 3100 aC. Aquesta primera cultura semítica oriental s'hauria caracteritzat per similituds lingüístiques, literàries i ortogràfiques que s'estendrien des d'Ebla a l'oest fins a Abu Salabikh a l'est. Els antropònims de la ciutat sumèria de Kix van mostrar una naturalesa semítica oriental i van revelar que la població de la ciutat tenia un fort component semític des dels albors de la història registrada, i ja que Gelb considerava Kix com el centre d'aquesta civilització, d'aquí el nomenclatura.

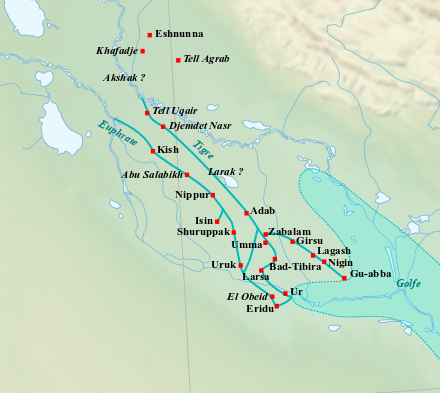
Situació dels principals assentaments a Mesopotàmia.

Les similituds incloïen l'ús d'un sistema d'escriptura que contenia logogrames no sumeris, l'ús del mateix sistema per nomenar els mesos de l'any, datació per anys de regnat i un sistema de mesura similar entre moltes altres similituds. No obstant això, Gelb no va assumir l'existència d'una única autoritat que governés aquelles terres, ja que cada ciutat tenia el seu propi sistema monàrquic, a més d'algunes diferències lingüístiques, ja que mentre les llengües de Mari i Ebla estaven estretament relacionades, a Kix es parlava una llengua semítica oriental independent o un dialecte Kixita, diferent de l'accadi pre-sargònic i de la llengua ebla-mari.
Es considerava que la civilització Kix s'acabava amb l'ascens de l'Imperi Accadi al segle 24 aC.